# Tòa nhà Nữ Hoàng, Heathrow

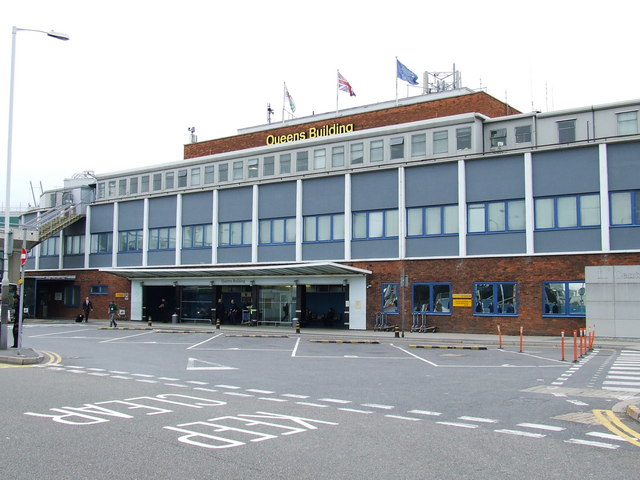
Tòa nhà Nữ hoàng

Tòa nhà Nữ hoàng (tên gốc tiếng Anh: Queens Building) là một tòa nhà văn phòng tại Sân bay Heathrow London bên cạnh Nhà ga 2 của Heathrow. Tòa nhà được khai trương vào năm 1955 bởi Nữ hoàng Elizabeth II và đã bị phá hủy vào năm 2009 để nhường chỗ cho Nhà ga số 2 được xây dựng lại Đây cũng là khu vực của các văn phòng hoạt động của Tập đoàn sân bay Heathrow (BAA) cho đến khi bị phá hủy.

## Lịch sử
Tòa nhà Nữ hoàng được xây dựng như một phần của khu vực trung tâm mới cho Sân bay Luân Đôn (tên gọi của Sân bay Heathrow lúc bấy giờ). Nó được thiết kế vào năm 1950 bởi Frederick Gibberd. Mặc dù ban đầu nó được đặt tên là "Tòa nhà Eastern Apex", nhưng khi Nữ hoàng Elizabeth II tham dự buổi lễ khai trương, nó được thông báo rằng sẽ đặt tên là "Tòa nhà Nữ hoàng" theo danh xưng của Nữ hoàng. Tòa nhà chứa các văn phòng quản lý sân bay, cũng như văn phòng hàng không và trung tâm hội nghị và kinh doanh duy nhất trong khuôn viên sân bay. Năm 1956, khu vườn và đài quan sát trên sân thượng của tòa nhà là một trong những điểm thu hút nhiều lượt ghé thăm nhất Luân Đôn do có những vị trí thuận tiện để ngắm đường băng. Đó là một vị trí rất phổ biến với người chụp ảnh máy bay. Tòa nhà Nữ hoàng cũng được xây dựng với một cơ sở giam giữ người nhập cư, được thiết kế để giam giữ những người phạm tội nhập cư trong thời gian ngắn đến năm ngày. Cơ sở này đã được sử dụng cho đến năm 1994 khi một trung tâm giam giữ người nhập cư mới được mở tại Nhà Cayley trong khuôn viên Heathrow.
Năm 2005, BAA tuyên bố rằng Tòa nhà Nữ hoàng sẽ bị phá hủy cùng với Nhà ga 2 cũ trước khi xây dựng lại Nhà ga 2. Chủ tịch của BAA, Sir Nigel Rudd nói: "Tòa nhà Nữ hoàng từ lâu đã nằm ở trung tâm của Heathrow, nhưng quá khứ phải mở đường cho tương lai...". Mặc dù vậy, Tòa nhà Nữ hoàng đã được mở rộng vào năm 2006 để bao gồm các văn phòng mới. Tất cả các hãng hàng không dần dần chuyển đi và BAA chuyển văn phòng của họ đến Trung tâm La bàn. Việc phá hủy bắt đầu vào năm 2009, với các chuyến bay của Nhà ga 2 được chuyển hướng để giúp tạo điều kiện cho quá trình phá hủy.